# Erfüllung (Recht)
Die Erfüllung (lat. solutio = Lösung) bezeichnet im Rechtsverkehr das Erlöschen eines Schuldverhältnisses und tritt ein, wenn die geschuldete Leistung an den Gläubiger bewirkt ist. Durch die unmittelbare und vollständige Schuldbefreiung führt die Erfüllung zum natürlichen Ende einer Obligation und zur Verwirklichung ihres Daseinszwecks. Ihrer Rechtsqualität nach ist die Erfüllung eine rechtsvernichtende Einwendung und in § 362 Abs. 1 BGB geregelt.
Das Zivilrecht beruht auf dem Grundsatz pacta sunt servanda, eingegangene Leistungsversprechen sind danach einzuhalten. Das bedeutet den Vertragszweck und den Leistungserfolg zu wahren und Sorge dafür zu tragen, dass die gegenseitig versprochenen Leistungen abgewickelt werden. Die Leistungshandlung ist dabei eine zweckgerichtete Handlung, die auf die Erfüllung der Leistungspflicht (Herbeiführung des Leistungserfolgs) gerichtet ist. Leistungshandlungen zu Erfüllungszwecken können Sach-, Werk-, Arbeits- oder Geldleistungen sein. Die Schuld kann dabei aus Vertrag, vertragsähnlichen Verhältnissen oder Delikt resultieren.
Bereits im altzivilen römischen Recht trat die befreiende Erfüllungswirkung ipso iure ein, sofern die Leistung nicht personell gebunden war. Im deutschen Schuldrecht wird die Erfüllung in den §§ 362 ff. BGB geregelt. § 362 Abs. 1 BGB besagt, dass ein Schuldverhältnis erlischt, wenn die geschuldete Leistung bewirkt worden ist. Wer die geschuldete Leistung zu erbringen hat, ist nicht geregelt, weshalb der Schuldner selbst oder auch Dritte in Betracht kommen, was sich aus § 267 Abs. 1 BGB ergibt, soweit der Schuldner nicht selbst leisten muss (vergleiche etwa § 613, § 664 Abs. 1 BGB). Schuldbefreiend ist allerdings grundsätzlich nur die Leistung an den Gläubiger, es sei denn, der Gläubiger bestimmt jemanden anderen (§ 362 Abs. 2 BGB) oder muss eine solche kraft Gesetzes gegen sich gelten lassen (§§ 407 ff. BGB). Bewirkt ist die Leistung in der Regel noch nicht durch die Leistungshandlung selbst, sondern durch den Eintritt des Leistungserfolgs.
Die Rechtswirkungen einer Erfüllung treten folglich nur ein, wenn
- der wahre Schuldner
- die konkrete Schuld
- zur rechten Zeit
- am rechten Ort
- dem empfangsberechtigten Gläubiger
- in der richtigen Art und Weise
- bewirkt hat.

## Tilgungsbestimmung
Im Rahmen der Erfüllung (§§ 362 ff. BGB) findet sich in § 366 Abs. 1 BGB die Tilgungsbestimmung. Erfüllung liegt dann vor, wenn der Schuldner die gesamte geschuldete Leistung erbracht hat. Bestehen mehrere gleichartige Forderungen und reicht das vom Schuldner Geleistete nicht zur Befriedigung aller Forderungen aus, so kann der Schuldner selbst bestimmen, welche Forderung er durch die Leistung tilgen will (Tilgungsbestimmung). Besteht keine ausdrückliche oder konkludente Tilgungsbestimmung, greift die in § 366 Abs. 2 BGB festgelegte Tilgungsreihenfolge.

## Erfüllungstheorien
Bereits zu Zeiten des gemeinen Rechts wurde darüber diskutiert, ob die Erfüllungswirkung als bloße objektive Tatbestandsfolge kraft Gesetzes eintritt oder zusätzlich eine Zweckvereinbarungsabrede hinzutreten muss. Insoweit bestehen unterschiedliche Auffassungen zur Zweckbestimmung der Erfüllungswirkung.
Im Rahmen des Streits haben sich vier rechtswissenschaftlich erhebliche Theorien entwickelt, die Vertragstheorie, die Zweckbestimmungstheorie und die Theorien der finalen und der realen Leistungsbewirkung. Die Vertragstheorie stellt darauf ab, dass neben die Leistungshandlung ein Erfüllungsvertrag tritt, Einigung also über die Erfüllungswirkung bei der Vornahme des zu erfüllenden Verfügungsgeschäftes besteht (sogenannte „modifizierte Vertragstheorie“). Die „Zweckbestimmungstheorie“ hingegen lässt statt des Vertrages eine bloße Zweckvereinbarung als Rechtsgrund genügen, verlangt dabei aber rechtliche Empfangszuständigkeit der Vereinbarungserklärung.
Als herrschende Meinung hat sich letztlich die „Theorie der realen Leistungsbewirkung“ etabliert. Sie verlangt neben der objektiven Leistungshandlung keine Zweckvereinbarung, allerdings ebenfalls Empfangszuständigkeit für die Erfüllung der Leistungsverpflichtung. Für die Erfüllung genügt ansonsten der Gesetzeswortlaut. Begründet wird so, dass aufgrund fehlender Normierung weiterer Voraussetzungen in § 362 Abs. 1 BGB, die rein objektive Herbeiführung des Leistungserfolgs entscheide und für die Erfüllungswirkung mithin ausreiche. Das entspricht auch dem Gesetz, das von „bewirkter Leistung“ ausgeht.
Der BGH hat zwar nie ausdrücklich dazu Stellung genommen, jedoch bringen einzelne seiner Urteile zum Ausdruck, dass der Theorie der h. M. gefolgt wird. Soweit zur Erfüllung grundsätzlich keine subjektiven Merkmale treten müssen, stellt eine notwendige Tilgungsbestimmung die Ausnahme dar.

## Erfüllungssurrogate
Begrifflich entspricht das Erfüllungssurrogat nicht der Terminologie des BGB, wird aber in der Literatur nahezu durchgängig verwendet. Meinungsdifferenzen bestehen über seine Bedeutung. Die ganz herrschende Meinung versteht unter Erfüllungssurrogaten alle diejenigen Tatbestände, die zum Erlöschen einer Schuld führen und dabei dem Gläubiger anstelle der ihm an sich geschuldeten Leistung einen äquivalenten Ersatz verschaffen.
Als Erfüllungssurrogat wirkt beispielsweise die Hinterlegung, die gemäß § 372, § 378 BGB in Verbindung mit Hinterlegungsordnung ein geeignetes Mittel und deshalb häufiger Anwendungsfall in Fällen des Gläubigerverzugs ist. Auch die Aufrechnung gemäß der §§ 387 ff. BGB wirkt schuldbefreiend, denn durch die Saldierung zweier gleichartiger Forderungen gehen diese (im Idealfall) nicht nur unter, die Leistung des Aufrechnenden stellt gleichzeitig eine „Leistung an Erfüllungs Statt“ (§ 364 Abs. 1 BGB) dar. „Leistung an Erfüllungs Statt“ ist sie deshalb, weil sie etwas anderes ist als das (allerdings annahmepflichtige) Geschuldete.
Bei einer Leistung „erfüllungshalber“, wird eine neue Verbindlichkeit begründet, die neben die erste Verbindlichkeit tritt, wobei die erste Verbindlichkeit gestundet wird, solange der Gläubiger Befriedigung aus der zweiten Verbindlichkeit erlangen kann. Die Leistung „erfüllungshalber“ wird vornehmlich im Wechsel- und Scheckrecht verwendet. Auch der Selbsthilfeverkauf nach §§ 383 ff., 373 Abs. 2–5 HGB ist ein Fall eines Erfüllungssurrogats.
Wie die Erfüllung selbst, führen Erfüllungssurrogate zum Erlöschen der Schuld. Teils wird die „Leistung an Erfüllungs Statt“ nicht als Erfüllungssurrogat gefasst, weil darin tatsächlich ein Schuldänderungsvertrag (§ 311 Abs. 1 BGB) erkannt wird.

## Erfüllung von Geldschulden
Eine Geldschuld wird mangels anderer Vereinbarung nur dann beglichen, wenn der Gläubiger den Geldbetrag, den er beanspruchen kann, endgültig zur freien Verfügung übereignet oder überwiesen erhält; darf er den erhaltenen Betrag nicht behalten, so tritt der Leistungserfolg trotz Zahlung nicht ein, z. B. eine vertraglich vorgesehene „Hinterlegung“ des Kaufpreises beim Notar im Rahmen eines Grundstückkaufs führt in der Regel noch nicht zum Erlöschen des Kaufpreisanspruchs (vgl. BGH, 25.03.1983 – V ZR 168/81, Leitsatz). In der Regel dient eine Hinterlegung allein zu Sicherungszwecken.
Dem traditionellen Verständnis entspricht die Barzahlung. Mittels unbarer Abwicklung über Girokonten wird Barzahlung als Erfüllungsleistung regelmäßig heute ausgeschlossen. Die Grundsätze zur Erfüllung einer Geldschuld gelten auch für Bezahlsysteme im Internet, wie PayPal. Wie bei Zahlungen im Lastschriftverfahren und bei Banküberweisungen, tritt Erfüllung ein, wenn der geschuldete Betrag dem PayPal-Konto des Verkäufers vorbehaltlos gutgeschrieben wird, so dass dieser den Zahlbetrag endgültig zur freien Verfügung erhält.

## Sonstiges
Die Erfüllung ist explizit weder im Dienstrecht noch im Verwaltungsrecht geregelt. Das führte zu zahlreichen Streitfällen gegenüber Dienstleistern und gegenüber Behörden wegen bloßen Bemühens und unzureichender Suffizienz. Seit entsprechender Ergänzung kann nach dem in Deutschland seit dem 1. Januar 2002 geltenden neuen Schuldrecht stattdessen auf die Pflichtverletzung nach § 280 BGB verwiesen werden.